# Pays de la Sagouine
Le Pays de la Sagouine est un parc touristique de la ville de Bouctouche, dans la province canadienne du Nouveau-Brunswick, inspiré d'un roman d'Antonine Maillet portant le titre de La Sagouine. 

## Présentation

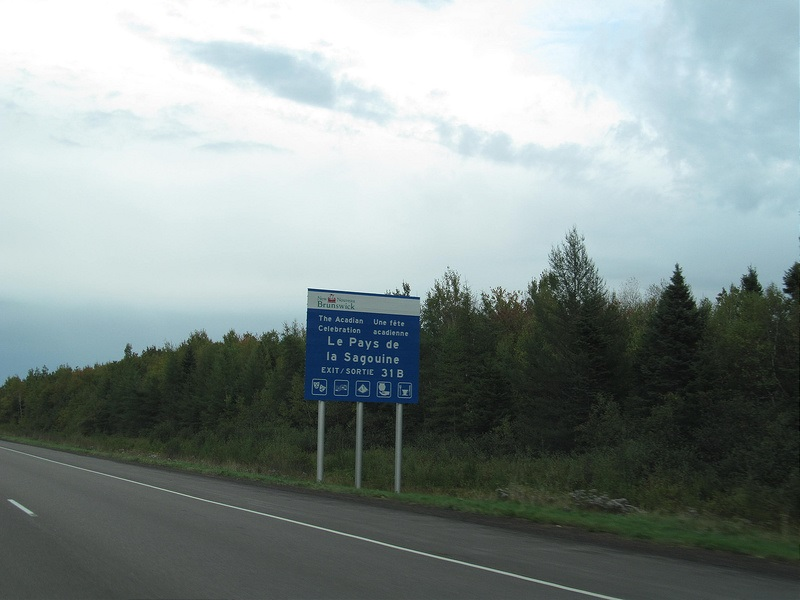
Le pays de La Sagouine à Bouctouche en Acadie.

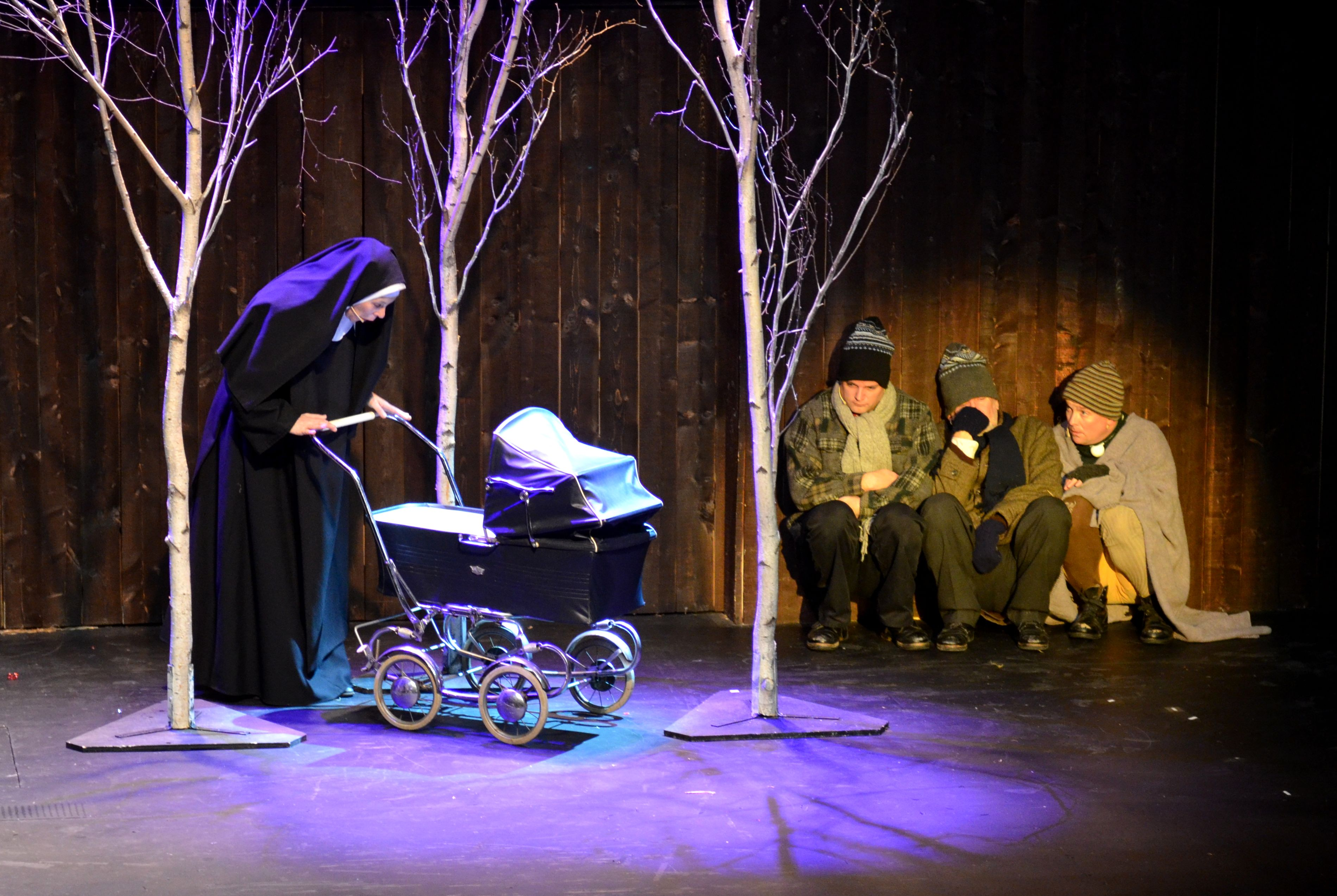
Un spectacle de Noël au Pays de la Sagouine.

Le parc touristique du Pays de la Sagouine a été fondé en 1992. Le parc a pour vocation de faire plonger les visiteurs dans l'univers de La Sagouine, d'abord un livre puis une émission télévisée diffusée à Radio Canada. On y présente des acteurs en costumes d'époque et des spectacles. Le Pays de la Sagouine attire plus de 60 000 visiteurs par an. 

## Histoire
Le Pays de la Sagouine a ouvert ses portes en 1992. 
Des rénovations majeures furent effectuées en 2003 au coût de 1,3 million $.

### Incendie
Dans la nuit du mercredi 22 octobre 2008, un incendie suspect a détruit le théâtre, le restaurant et du matériel destiné aux spectacles. Les dommages pourraient atteindre 2 millions $. L'incendie pourrait être lié à une série d'incendies suspects survenus dans la ville au mois d'octobre. Les bâtiments en question ont été reconstruits en 2009.

### Rénovations
En juillet 2022, le Gouvernement du Canada et le Gouvernement du Nouveau-Brunswick annoncent un projet de rénovation majeure d'une valeur de plus de 35 millions de dollars.